# Komiksy z ekranu
Komiksy z ekranu – seria komiksowa The Walt Disney Company wydawana przez Egmont Polska w 2002 roku. Początkowo planowano, aby seria była kontynuacją serii Komiks filmowy, jednak od drugiego tomu seria zmieniła swój charakter i zaczęła stanowić wydania specjalne dla Kaczora Donalda.

## Tomy
| Numer | Tytuł            | Tematyka |
| ----- | ---------------- | --- |
| 1     | Potwory i spółka | Komiks, który jest adaptacją filmu Potwory i spółka. |
| 2     | GOOL             | Wydanie zawierające 4 komiksy o myszogrodzkiej drużynie piłkarskiej Trampkor, do której należą m.in. Mordek, Ferdek i Gilbert. Publikacja wydana z okazji Mistrzostw Świata w Piłce Nożnej 2002. |
| 3     | Miki Max!        | Wydanie specjalne serii Miki Max!, zawarte są wyłącznie gry i krótkie historyjki detektywistyczne.                                                                                               |